# Теодора Нижегородска
Теодора (у свету - Васа, или Василиса, Анастасија Ивановна; око 1331, Твер - 15. априла 1378, Нижњи Новгород) - игуманија Зачатијевског Нижегородског манастира, ћерка Тверског бојара. Спомен се одаје помесно 16. априла и 28. марта.
У Тверском патерику о њој пише: „Девојка, изучава сву писменост, и Стари и Нови завет, и има жељу да се замонаши, али њени родитељи не желе и дају је за кнеза Андреја Константиновича од Суздаља и Нижњег Новгорода, са 13 година.”
У браку се „није обазирала на сујетни живот“, водила је побожан живот, одајући се посту, уздржању, молитви и милостињи, „суровим животом осушила је тело своје“; испод светле хаљине носила је костријет.
Након смрти супруга одлази у Зачатијевски Нижегородски манастир и тамо се замонашила. Преподобна Теодора је строго постила, носила је власеницу, дане је проводила у манастирским послушањима а ноћи у сузним молитвама. Била је преподобна и веома састрадална и милосрдна. Примером свог светог живота она је привукла у манастир врло много побожних девојака и удовица.
Почетком друге половине 14. века основала је женкси манастир у Нижњем Новгороду. Манастир се налазио на самој обали Волге, недалеко од рта на ушћу реке Почајне. После смрти мужа, који је последње године живота провео у монаштву, 1367. године примила је монашки постриг са именом Теодора, по неким изворима - прво са именом Васа, а касније узима име Теодора. Сву своју имовину раздала је црквама, манастирима и сиротињи, дала слободу својим слугама и постала игуманија манастира који је основала. Свој живот је провела у молитви, труду, посту, читању божанских списа, у милосрђу и сузама, старајући се о украшавању манастира и умножавању сестринства, којих је било и до 160.
Умрла је у својој 47 години, 1378 године. Свете мошти њене почивају у саборној цркви њенога манастира.

## Гробно место
Сахрањена је у манастиру који је основала, али је након затварања манастира њено тело пренето у Нижегородски Преображенски сабор и положено поред гроба њеног мужа.